# Iperfenilalaninemia
L'iperfenilalaninemia è una condizione in cui la concentrazione ematica di fenilalanina è maggiore di 2mg/dL.
Essa deve essere diagnosticata alla nascita tramite screening neonatale.
La fenilalanina, amminoacido essenziale, ha due destini metabolici:
- viene incorporata nelle proteine del tessuto, ovvero andrà a svolgere funzioni plastiche.
- viene trasformata in tirosina, che è un amminoacido non essenziale.

Quest'ultima via metabolica avviene nel fegato. La trasformazione da fenilalanina a tirosina necessita di un enzima: la FenilAlanina Idrossilasi (PH), che a sua volta necessita di un coenzima per funzionare, la Tetraidrobiopterina.
Questo coenzima si ossida (cede H+) a Diidrobiopterina, che viene successivamente rigenerata da un sistema enzimatico chiamato Diidropterina Reduttasi, che è NAD dipendente.